# Idaea scintillaria
Idaea scintillaria là một loài bướm đêm trong họ Geometridae.